# بيل داوني
بيل داوني (11 نوفمبر 1923 في الولايات المتحدة - 5 سبتمبر 2015) (بالإنجليزية: Bill Downey)‏ هو لاعب كرة سلة أمريكي في مركز الوسط. لعب مع بروفيدنس ستيمرولرز.

## وصلات خارجية
- بيل داوني على موقع إن بي أي (الإنجليزية)
- بيل داوني على موقع سبورتس رفرنس (الإنجليزية)
- بيل داوني على موقع ريلجم (الإنجليزية)
- بيل داوني على موقع بروبوليرز (الإنجليزية)